# Abraham S. Luchins
Abraham S. Luchins (* 8. März 1914 in Brooklyn, New York City; † 27. Dezember 2005 in Albany, New York) war einer der bedeutendsten amerikanischen Gestaltpsychologen und ein Pionier der Gruppentherapie.

## Biografie
A. S. Luchins war ein Schüler und Mitarbeiter von Max Wertheimer, dem Begründer der Gestalttheorie bzw. Gestaltpsychologie. Nachdem Max Wertheimer nach seiner Emigration in die USA an die New School for Social Research kam und dort bis zu seinem Tod lehrte, war A. S. Luchins 1936–1942 an der New School Wertheimers Forschungsassistent und einer seiner engsten Mitarbeiter. Von A. S. Luchins und seiner Frau, Edith H. Luchins (einer Mathematikerin und Gestalttheoretikerin), stammt auch eine von 1970 bis 1980 in loser Folge publizierte Serie von ausführlichen Transkripten und Berichten über die Wertheimer-Seminare in New York.
Im deutschsprachigen Raum sind aus der Arbeit von A. S. Luchins vor allem seine Untersuchungen zum Einstellungseffekt bekannt geworden (anhand von speziellen Umfüllaufgaben). Dabei geht es um die Frage, unter welchen Bedingungen eine einmal gefundene Lösungsstrategie für ein Problem bei veränderten Problemstellungen zum Hindernis werden kann, und wie man einer solchen hinderlichen Festlegung entgegenwirken kann. A. S. Luchins hat aber auf Grundlage seiner langjährigen Tätigkeit im klinischen Bereich (vor allem in psychiatrischen Krankenhäusern für Kriegsveteranen) auch Pionierarbeit in der Entwicklung der klinisch-psychologischen Arbeit, der Gruppentherapie und der Forschungs-Methodologie geleistet und gilt damit als eine maßgebliche Persönlichkeit der Gestalttheoretischen Psychotherapie.
Abraham S. Luchins lehrte an der Yeshiva University (New York), an der McGill University (Montreal), an der University of Oregon, an der University of Miami und war zuletzt ab 1962 Professor für Psychologie an der University at Albany, The State University of New York (Professor Emeritus ab 1984). Neben zahlreichen anderen Ehrungen wurde ihm 1993 die Ehrenmitgliedschaft der internationalen Gesellschaft für Gestalttheorie und ihre Anwendungen (GTA) verliehen.

## Werke (Auswahl)
- 1942: Mechanization in problem solving. In: Psychological Monographs 34. APA: Washington. (Deutsche Teilübersetzung: Luchins 1965, Mechanisierung beim Problemlösen. siehe unten)
- 1959: A Functional Approach To Training In Clinical Psychology. Thomas: Springfield.
- 1959 (mit Edith H. Luchins): Rigidity of Behavior – A Variational Approach to the Effect of Einstellung. University of Oregon Books: Eugene, Oregon. Reprint 2003 Textbook Publishers, ISBN 0758128959
- 1964: Group Therapy – A Guide. Random House: New York (Portugiesische Ausgabe 1970, Spanische Ausgabe 1984).
- 1965 (mit Edith H. Luchins): Logical Foundations of Mathematics for Behavioral Scientists. Holt, Rinehart: New York.
- 1965: Mechanisierung beim Problemlösen. In: C.F. Graumann (Hg.): Denken. 171-190, Köln Berlin: Kiepenheuer & Witsch, ISBN 9783462008654.
- 1969 (mit Edith H. Luchins): The Search for Factors that Extremize the Autokinetic Effect. Faculty-Student Association: State University of New York at Albany.